# Capilla de Kamppi
La Capilla de Kamppi (en finés: Kampin kappeli, en sueco: Kampens kapell) es una capilla en Kamppi, Helsinki, localizada en la plaza de Narinkka. También es conocida como la «Capilla de Silencio» ya que fue pensada para ser un lugar donde se pueda tener un momento de tranquilidad y silencio en una de las áreas más convulsionadas de Helsinki.
La capilla es operada en forma de convenio por el Sindicato Parroquial de Helsinki y el Departamento de Servicios Sociales de la Ciudad de Helsinki, mientras que las Diócesis de las ciudades vecinas de Espoo y también participan en las actividades de la capilla. No se llevan a cabo servicios religiosos regulares en la capilla aunque está planeado que se lleven momentos de oración regulares en el futuro.

## Capilla ecuménica

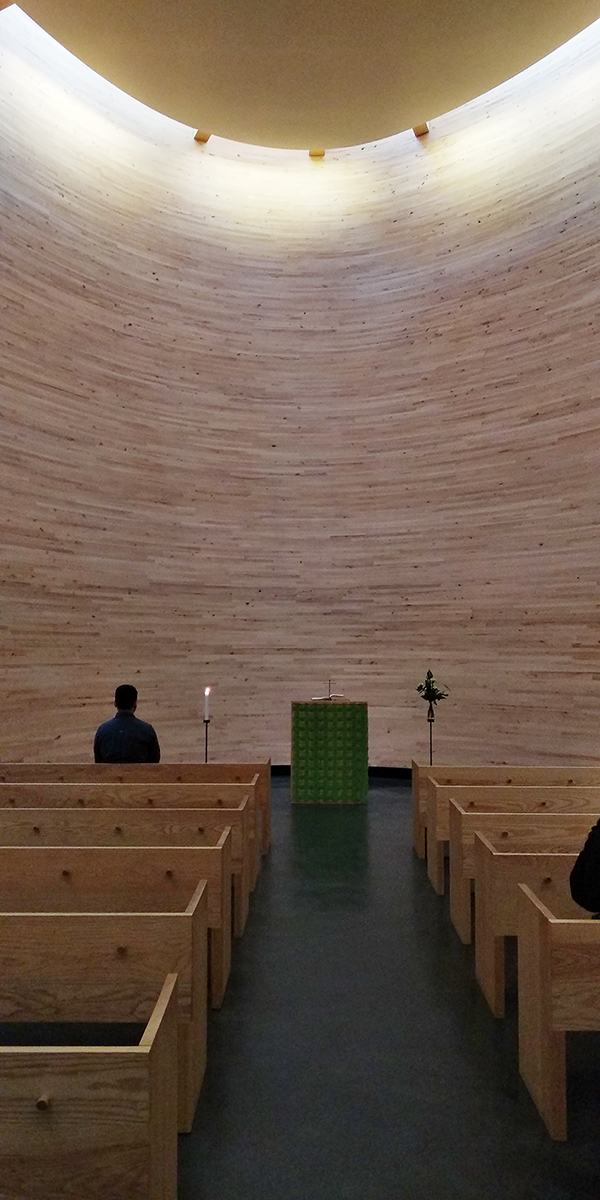
Interior de la Capilla de Kamppi en Helsinki.

La capilla es ecuménica y está abierta a todas las personas, sin importar su religión, filosofía de vida o pasado personal. El diseño general de la capilla (Tanto en el interior, cómo en el exterior) es bastante austero y minimalista, al tiempo que es bastante neutral, semejante a un oratorio multiconfesional.
Los representantes de las diócesis y el Departamento de Servicios Sociales están siempre presentes en la capilla para atender discusiones personales.
La capilla fue construida como parte del programa Capital Mundial del Diseño en 2012. Fue diseñada por los arquitectos Kimmo Lintula, Niko Sirola y Mikko Summanen de la firma K2S Architects Ltd., Y ganaron el Premio Internacional de Arquitectura en 2010. La capilla se volvió popular inmediatamente después de abrir sus puertas al público por primera vez: unas 250.000 personas la habían visitado para enero de 2013; Un año después la capilla recibió su visitante número 500,000. CNN nombró al edificio cómo punto de referencia arquitectónico y añadió: "La capilla demuestra como la arquitectura contemporánea en su mejor faceta puede fascinar e inspirar a las personas."